# غار بومعزة
غار بومعزة هو عبارة عن كهف وانتفاخ كارستي يقع بالقرب من سبدو، في ولاية تلمسان، الجزائر.

## وصف
غار بومعزة هو ظهور من مسار تحت الأرض في تافنة.

## حماية
صُنف غار بومعزة موقع رامسار في 6  أفريل 2003.

## مذكرات و مراجع
1. ↑  "Grotte karstique de Ghar Boumâaza". Service d’information sur les Sites Ramsar (بالفرنسية). Archived from the original on 2020-01-29. Retrieved 8 décembre 2018. {{استشهاد ويب}}: تحقق من التاريخ في: |تاريخ الوصول= (help)

## روابط خارجية
- شلالات غار بوماظة تبهج الزائرين ، لا تريبيون ، 16-12-2008
- صحيفة وقائع عن أراضي رامسار الرطبة ، وزارة الزراعة والتنمية الريفية